# Tenuiphantes zibus
Tenuiphantes zibus är en spindelart som först beskrevs av Zorsch 1937.  Tenuiphantes zibus ingår i släktet Tenuiphantes och familjen täckvävarspindlar. Inga underarter finns listade i Catalogue of Life.